# Курс
Курс (на плавателен съд) е ъгълът, в плоскостта на истинския хоризонт, между носовата част на диаметралната плостост на съда и направление на север (N, норд).
Измерва се в градуси по часовниковата стрелка от 0° (т.нар. „чист норд“) до 359°. До средата на 19 век е било прието измерване в румбове от 0 (норд, N) по часовниковата стрелка до 31 (норд-тен-уест, NbW). В зависимост от метода на измерване се различават:
- Истински курс – ъгъла относително истинския (географски) север (норд).
- Магнитен курс – ъгъла относително магнитния север (норд). Тъй като магнитния полюс на Земята не съвпада с географския, магнитния курс се различава от истинския с величината на магнитната деклинация в мястото на измерване.
- Компасен курс – ъгъла относително компасния норд. Компаса, независимо от принципа му на действие, указва не на истинския или магнитнитния север (норд), а встрани. Компасния курс се отличава от истинския с величината на поправката на компаса.